# Helius (Helius) pluto
Helius (Helius) pluto is een tweevleugelige uit de familie steltmuggen (Limoniidae). De soort komt voor in het Palearctisch gebied.